# Commendatio

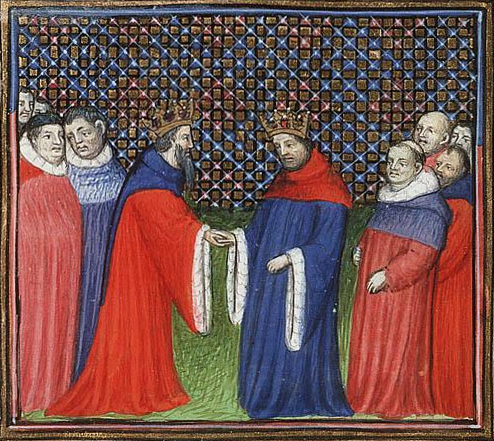
David Bruce, re di Scozia, riconosce Edoardo III d'Inghilterra come suo signore feudale (1346), in un manoscritto delle Cronache di Froissart, c. 1410

La commendatio era una cerimonia formale evolutasi durante il periodo altomedievale per creare un legame tra il signore e il suo combattente, chiamato il suo vassallo. La prima cerimonia di commendatio registrata avvenne nella Francia del VII secolo, ma il rapporto di vassallaggio era più antico e precedette anche le formulazioni medievali della classe nobile. L'uomo del signore poteva nascere non libero, ma la cerimonia della commendatio lo liberava.
Quando due uomini entravano in una relazione feudale, si sottoponevano alla cerimonia. Lo scopo della commendatio era di fare la persona prescelta vassallo del signore. La cerimonia della commendatio è composta da due elementi, uno per eseguire l'atto di omaggio e l'altro un giuramento di fedeltà.

## Atto di omaggio
L'aspirante vassallo si presentava disarmato e a capo scoperto come segno della sua sottomissione alla volontà del signore e si inginocchiava davanti a lui. Il vassallo stringeva le mani nel segno definitivo della sottomissione, la tipica posa di preghiera cristiana, e allungava le mani giunte verso il suo signore.
Il signore a sua volta afferrava le mani del vassallo tra le sue, dimostrando che era il superiore nella relazione, un atto simbolico noto in vari modi come immixtio manuum (latino), Handgang (tedesco) o håndgang (norvegese). Il vassallo annunciava di voler diventare "l'uomo" e il signore annunciava la sua accettazione. L'atto di omaggio era completo.
La posizione per la preghiera tipica del Cristianesimo occidentale, in ginocchio e con le mani giunte, ha origine dalla cerimonia di commendatio. Prima di questo momento, i cristiani europei pregavano negli orantes (dal latino "orante" e al singolare orans) che le persone avevano usato nell'antichità: in piedi, con le mani tese, un gesto usato ancora oggi in molti rituali cristiani.

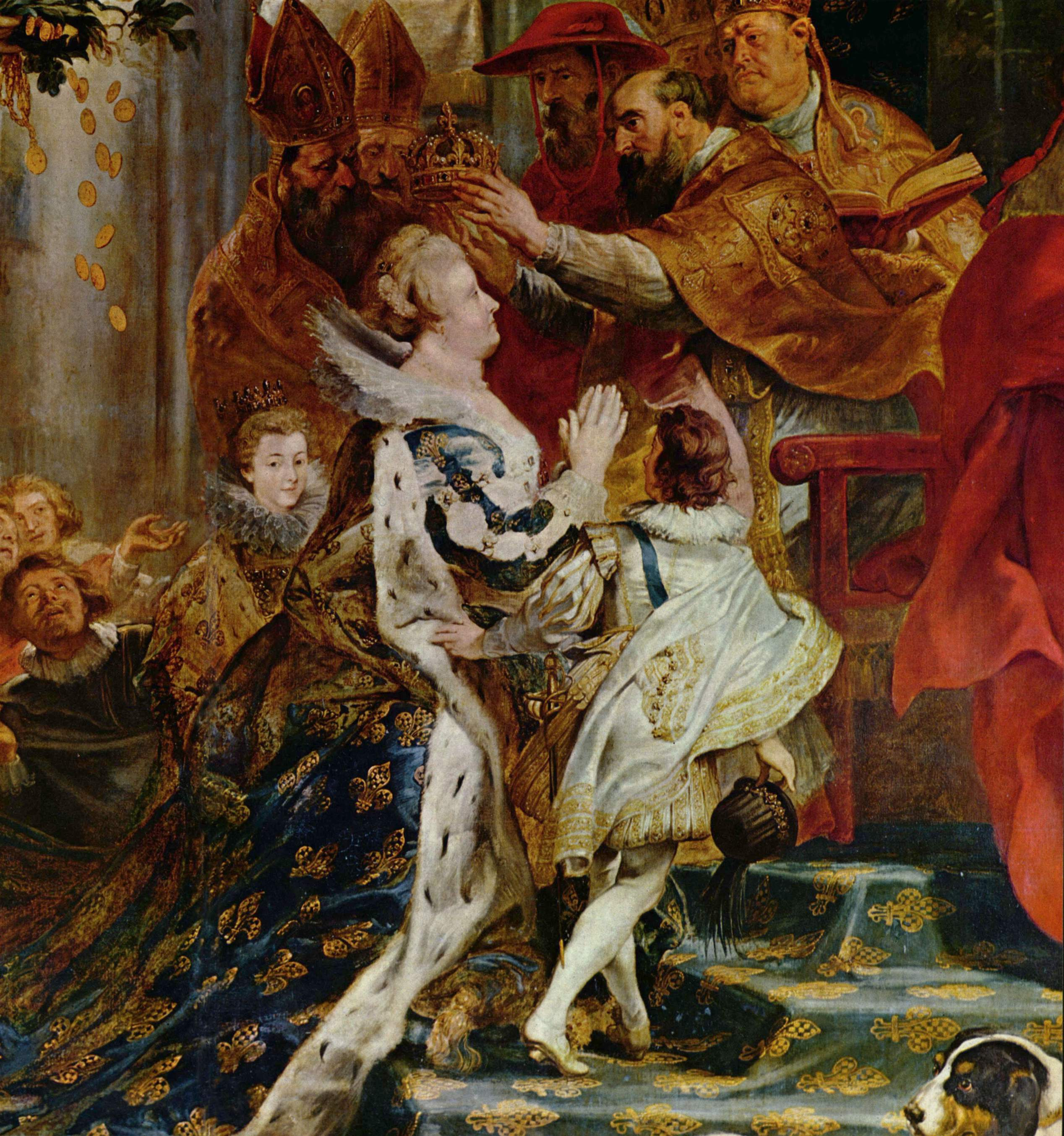
La cattolica Maria de' Medici assume la tradizionale posa di vassallo per la propria incoronazione, dopo l'assassinio di Enrico IV (dipinto di Peter Paul Rubens)

Eginardo registra la solenne commendatio intercorsa nel 757 tra il re dei Franchi Pipino il Breve e Tassilone III di Baviera (in vasatico se commendans per manus); Tassilone giurò ponendo le mani su reliquie di santi e promise fedeltà al re e ai suoi figli.

## Cerimonia del giuramento di fedeltà
Il vassallo avrebbe quindi messo le mani su una Bibbia, o sulla reliquia di un santo, e giurava che non avrebbe mai ferito il signore in alcun modo e che gli sarebbe rimasto fedele.
Un esempio di giuramento di fedeltà (in tedesco: Lehneid; in olandese: leenpligt): "Prometto in fede che in futuro sarò fedele al signore, non gli farò mai del male e osserverò il mio omaggio a lui completamente contro tutte le persone in bene fede e senza inganno".